# Lance Naik

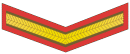
Lance Naik de l'armée indienne.

Lance Naik est l'équivalent dans les armées indienne, pakistanaise et bangladaise du grade britannique de lance corporal. Il est situé juste en dessous de Naik.
Comme au sein de l'armée britannique, le Lance Naik porte un seul chevron.
Dans la cavalerie et les unités blindées, le grade équivalent est Active Lance Daffadar.